# Clarion-Clipperton-Zone

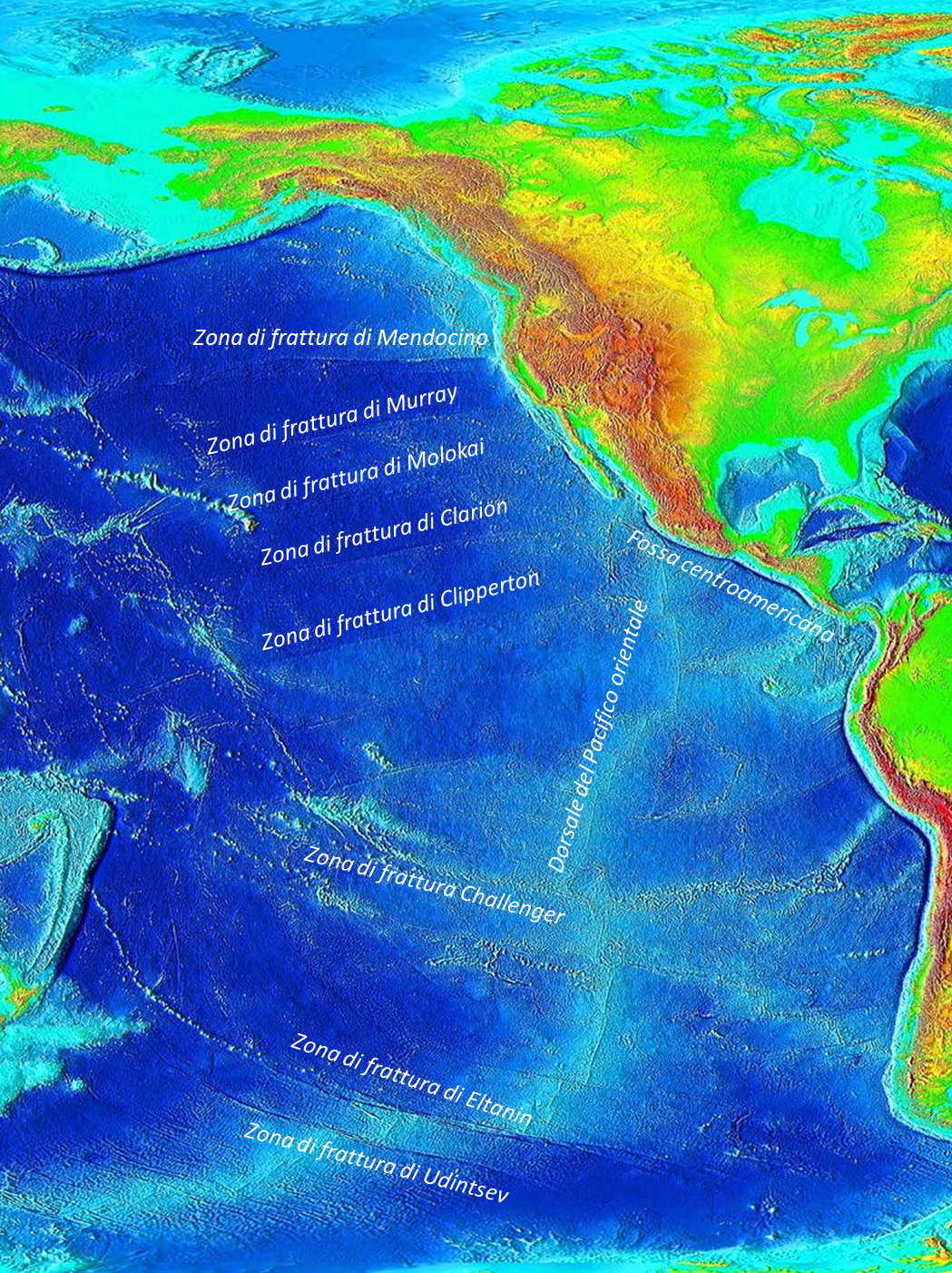
Locatie van de Clarion-Clipperton-Zone

De Clarion-Clipperton-Zone, ook wel de (Clarion) Clipperton Fracture Zone genoemd, is een transformbreuk in de oceaankorst van de Stille Oceaan. Het is de meest zuidelijke van de vijf grote breukzones die op de bodem van de Noordelijke Stille Oceaan werden ontdekt; de andere breukzones zijn die van Molokai, Murray en Mendocino, alle drie meer naar het noorden. De breuklijn bestaat uit onderzeese bergen en begint ten noordoosten van de Line-eilanden (deel van Kiribati en van de kleine afgelegen eilanden van de Verenigde Staten) en loopt richting Midden-Amerika.

## Ontginning mangaanknollen
Het gebied, dat zo'n 7.000 kilometer lang is en 5 miljoen vierkante kilometer groot, staat in het middelpunt van de belangstelling omdat er veel mangaanknollen te vinden zijn. Een mangaanknol bevat waardevolle grondstoffen zoals nikkel, kobalt en mangaan. De Clarion-Clipperton-Zone werd daartoe door de Internationale Zeebodemautoriteit in verschillende blokken ingedeeld. Ook verschillende Belgische bedrijven (o.a. Umicore en Deme) hebben interesse getoond in deze ontginning.

## Milieu
De omstandigheden in de zone creëren een unieke habitat waar zeldzame, endemische organismen voorkomen en die bovendien ook een ontzettend lange levensduur en dus trage groei hebben. Een levensduur van ongeveer 2.320 jaar, zoals voor het zwart koraal, is niet uitzonderlijk. Dit maakt de organismen daar extra kwetsbaar. Er zijn grosso modo drie verschillende habitats:
- die van de polymetallische knollen, met unieke sponzen, neteldieren zoals koralen, week- of schelpdieren zoals zeepokken en octopusjes, stekelhuidigen zoals zeekomkommers en slangsterren, larven van kreeftachtigen en specifieke rondwormen. Hier komen relatief gezien het meeste organismen voor;
- die van chemotrofe bacteriën, met als voorbeeld de yetikrab en verschillende diepzeewormen;
- die van de kobaltrijke ferromangaankorsten, "onderzeese oases van de abyssale vlakte" met relatief meer organismen net boven de zeebodem.[4]

Er wordt onderzocht welke milieu-impact de ontginning van mangaanknollen in de diepzee heeft, en of het ontginnen de daar levende soort in gevaar zou brengen.